# The Black Parade World Tour
The Black Parade World Tour fue una gira de conciertos de la banda My Chemical Romance, de promoción de su álbum The Black Parade. El tour contó con 147 presentaciones en todo el mundo —además de algunos festivales y pequeños shows—, entre 2007 y 2008.
Rise Against fueron los teloneros de la gira por los Estados Unidos, con quienes tocaron desde febrero de 2007 en Mánchester (Nuevo Hampshire) hasta marzo en Reno (Nevada). Después fueron hacia Europa acompañados por Thursday y Funeral for a Friend. La banda volvió a América del Norte para tocar en los Estados Unidos y Canadá, siendo teloneados por los grupos Muse y The Bled. La banda tocó el espectáculo completo dos veces más en mayo y junio de 2007. Después de esto la banda se integró a la gira Projekt Revolution, de Linkin Park, con una producción y set diferentes. Sin embargo, en octubre de 2007 la banda interpreta a The Black Parade por última vez, en México. En enero de 2008 recorren Asia y en febrero, América del Sur (Brasil, Argentina, Chile y Venezuela). La décima y última etapa la realizaron por Estados Unidos junto a los grupos Billy Talent y Drive By; en su página web dijeron que querían hacer una pasada más por su país antes de escribir un nuevo disco.
James Dewees de Reggie and the Full Effect se integró a la banda como teclista y ocupa el vestuario al igual que los demás miembros de la banda, pero solo aparece en la primera parte del concierto, no en la segunda. Del 18 de abril de 2007 en adelante, Matt Cortez, amigo y técnico de la banda, reemplazó a Mikey Way. Este se fue temporalmente porque contrajo matrimonio, y regresó para los conciertos en México. Luego también reemplazó a Frank Iero en la guitarra, quien se ausentó de algunos conciertos en Sudamérica por razones familiares.
La primera parte del concierto en Ciudad de México fue grabada para ser incluida en su videoálbum The Black Parade is dead!, al igual que una presentación en una pequeña sala en Nueva Jersey. El DVD fue publicado la primera semana de julio de 2008. La segunda parte de aquel concierto en México fue publicada meses más tarde, en el videoálbum ¡Venganza!

## Teatro
Durante el show se muestran varios elementos teatrales. Cuando el concierto comienza, las luces se apagan y una gran cortina tapa el escenario. Entonces Gerard Way comienza a aparecer delante de las cortinas sobre una camilla de hospital, vestido con una bata de hospital igualmente, representando al Paciente; entonces comienza a cantar la canción “The end.”, y cuando la canción llega a la parte en que comienza el ruido, Gerard se saca bruscamente la bata y se queda con el uniforme del concierto. A continuación se abre la cortina para dejar ver al resto de la banda que igual tiene el uniforme. El resto del show incluye niebla, cañones de confeti, luces y un gran uso de pirotecnia. Después de terminar toda la parte de The Black Parade, se cambia el escenario para poner su antiguo logo de Revenge. Las maneras de Gerard Way en sus actuaciones en vivo fueron comparadas a las de Bob Geldof como el personaje principal de la película Pink Floyd the wall. Su actuación en el escenario también ha sido comparada con Freddy Mercury y con David Bowie cuando interpretaba a Ziggy Stardust.

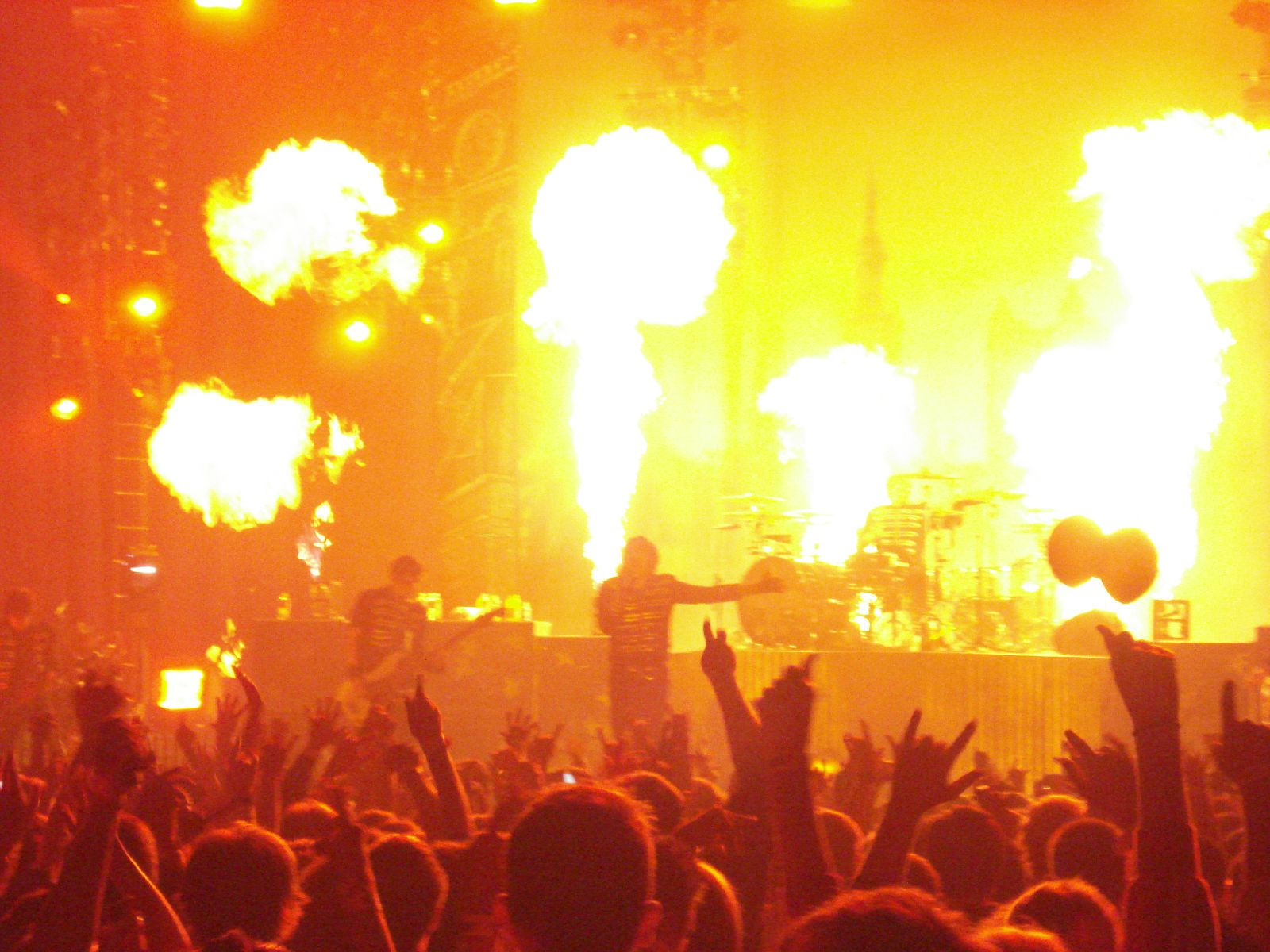
En la mayoría de los conciertos del tour hubo un impresionante uso de efectos pirotécnicos, especialmente durante las canciones “Mama” y “Famous last words”.

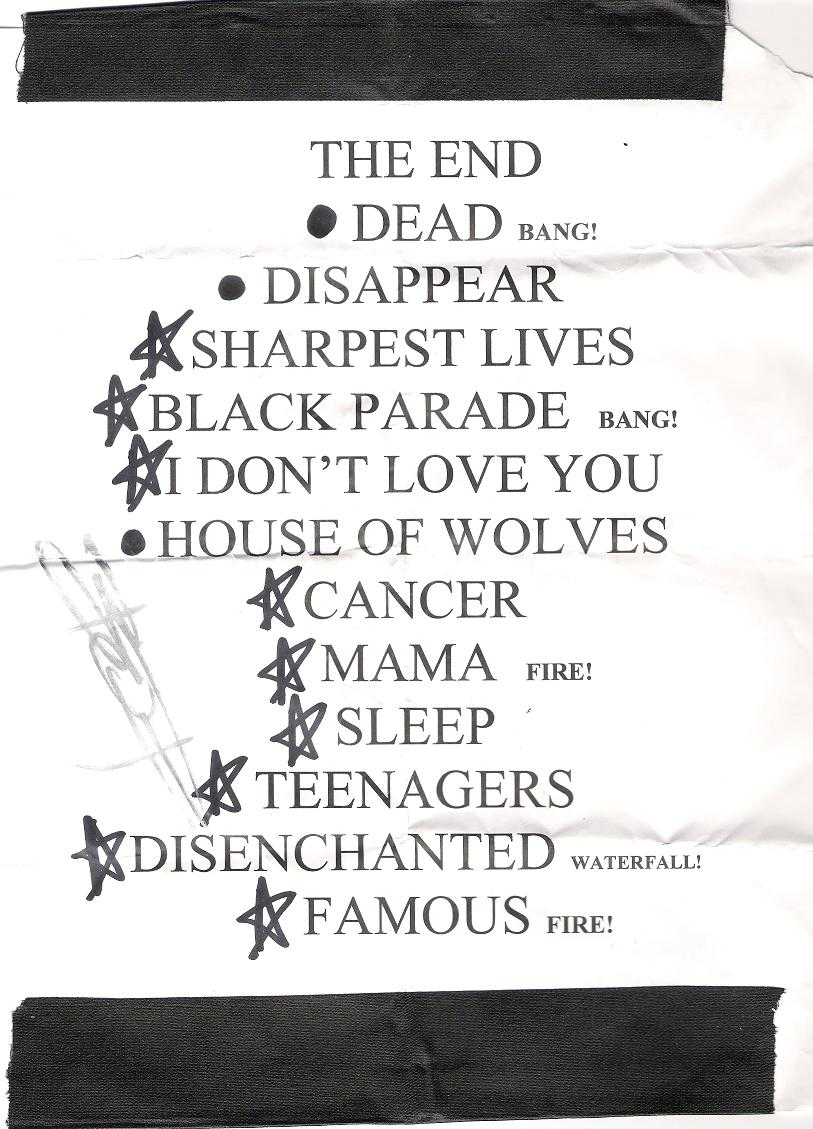
Lista de canciones a tocar de la primera parte del concierto, con sus respectivos efectos especiales

## Escenario
El escenario durante la parte de The Black Parade representa los dibujos aparecidos en este álbum. Está perfectamente confeccionado como uno de los dibujos, con todos sus personajes, con cortinas con estrellas en las cortinas de izquierda a derecha. Un telón de fondo que representa a la ciudad mostrada en el video para la canción “Welcome to the Black Parade”, que tiene también una gran casa. En el centro al fondo está Bob Bryar, con la batería sobre una plataforma giratoria, que presenta dos diferentes diseños en el bombo y en la plataforma. En el lado izquierdo hay una pequeña plataforma con un gran foco que se ilumina durante el segundo y tercer coro de “Teenagers”, sobre la cual Gerard Way se sube. En el lado derecho está James Dewees en los teclados. Unas cortinas negras son abiertas cuando comienza el show y también hay un gran reloj colgando en el techo que se usa como adorno.

## Lista de canciones
El concierto se dividía en dos partes. Primero se mostraban como The Black Parade, y presentaban este disco entero y en orden, también vestidos con el traje que usan en los videos “Welcome to the Black Parade” y “Famous last words”. Después de una breve pausa, vuelven con ropas normales, características del grupo y cantan canciones del álbum Three cheers for sweet revenge. El show dura alrededor de noventa minutos.
Primera parte: The Black Parade
1. The end.
2. Dead!
3. This is how I disappear
4. The sharpest lives
5. Welcome to the Black Parade
6. I don't love you
7. House of wolves
8. Cancer
9. Mama
10. Sleep
11. Teenagers
12. Disenchanted
13. Famous last words
14. Blood (grabada)

Segunda parte: Three cheers for sweet revenge
1. I'm not okay (I promise)
2. It's not a fashion statement, it's a fucking deathwish
3. Cemetery drive
4. The ghost of you
5. Give 'em hell, kid
6. Thank you for the venom
7. You know what they do to guys like us in prison
8. Helena

Para algunas actuaciones, la segunda parte era abreviada y para otros shows tocaron la canción «Heaven help us»; también se tocaban canciones como «The jetset life is gonna kill you» (que se tocó en México), «Hang 'em high» y «I never told you what I do for a living». En las tres últimas etapas dejaron de tocar el disco en promoción completo y en orden, para presentar una mezcla de sus tres álbumes, además de lados B como «Heaven help us», «My way home is through you», «Kill all your friends» y dos nuevas canciones de título desconocido en ese momento («Someone out there loves you» y «The world is ugly»).

## Fechas de conciertos

### Primera etapa: Estados Unidos (I)
| Estados Unidos        |                |                 |                                |
| 22 de febrero de 2007 | Mánchester     | Nuevo Hampshire | Verizon Wireless Arena         |
| 23 de febrero de 2007 | Uniondale      | Nueva York      | Nassau Coliseum                |
| 24 de febrero de 2007 | Hartford       | Connecticut     | New England Dodge Music Center |
| 25 de febrero de 2007 | Filadelfia     | Pensilvania     | Liacouras Center               |
| 26 de febrero de 2007 | Cleveland      | Ohio            | Wolstein Center                |
| 28 de febrero de 2007 | Detroit        | Míchigan        | Joe Louis Arena                |
| 1 de marzo de 2007    | Chicago        | Illinois        | Allstate Arena                 |
| 2 de marzo de 2007    | Topeka         | Kansas          | Kansas Expocentre              |
| 3 de marzo de 2007    | Lincoln        | Nebraska        | Pershing Center                |
| 4 de marzo de 2007    | Denver         | Colorado        | Magness Arena                  |
| 6 de marzo de 2007    | Salt Lake City | Utah            | The E Center                   |
| 7 de marzo de 2007    | Las Vegas      | Nevada          | Orleans Arena                  |
| 9 de marzo de 2007    | Phoenix        | Arizona         | Jobing.com Arena               |
| 10 de marzo de 2007   | Los Ángeles    | California      | The Forum                      |
| 11 de marzo de 2007   | Anaheim        | California      | Anaheim Convention Center      |
| 13 de marzo de 2007   | San Diego      | California      | iPay One Center                |
| 14 de marzo de 2007   | Fresno         | California      | Selland Arena                  |
| 15 de marzo de 2007   | Oakland        | California      | Oracle Arena                   |
| 16 de marzo de 2007   | Reno           | Nevada          | Lawlor Convention Center       |

### Segunda etapa: Europa (I)
| Fecha               | Ciudad     | País       |           | Evento \| recinto             |
| ------------------- | ---------- | ---------- | --------- | ----------------------------- |
| 20 de marzo de 2007 | Plymouth   | Inglaterra | RU        | Plymouth Pavilions            |
| 21 de marzo de 2007 | Brighton   | Inglaterra | RU        | Brighton Centre               |
| 22 de marzo de 2007 | Birmingham | Inglaterra | RU        | Carling Birmingham Academy    |
| 24 de marzo de 2007 | Mánchester | Inglaterra | RU        | Manchester Evening News Arena |
| 25 de marzo de 2007 | Cardiff    | Gales      | RU        | Cardiff International Arena   |
| 26 de marzo de 2007 | Nottingham | Inglaterra | RU        | Nottingham Arena              |
| 27 de marzo de 2007 | Glasgow    | Escocia    | RU        | S.E.C.C.                      |
| 29 de marzo de 2007 | Londres    | Inglaterra | RU        | Wembley Arena                 |
| 30 de marzo de 2007 | Londres    | Inglaterra | RU        | Wembley Arena                 |
| 1 de abril de 2007  | Dublín     | Irlanda    | Irlanda   | RDS                           |
| 3 de abril de 2007  | Colonia    | Alemania   | Alemania  | Palladium*                    |
| 4 de abril de 2007  | París      | Francia    | Francia   | Elysée Montmartre*            |
| 6 de abril de 2007  | Berlín     | Alemania   | Alemania  | Columbiahalle*                |
| 7 de abril de 2007  | Hamburgo   | Alemania   | Alemania  | Sporthalle*                   |
| 9 de abril de 2007  | Malmö      | Suecia     | Suecia    | Baltiska Hallen*              |
| 10 de abril de 2007 | Copenhague | Dinamarca  | Dinamarca | KB Hallen*                    |

* En los últimos seis conciertos en Alemania, Francia, Suecia y Dinamarca fueron quitadas algunas canciones y no se hizo teatro. La banda también se presentó en el Camden Palace, en Londres el 2 de abril, como un exclusivo para BBC Radio 1, en un show privado solo para los ganadores de las entradas.

### Tercera etapa: Estados Unidos (II) y Canadá
| Fecha               | Ciudad           | Estado o provincia | País | Evento \| recinto                          |
| ------------------- | ---------------- | ------------------ | ---- | ------------------------------------------ |
| 14 de abril de 2007 | Houston          | Texas              | EUA  | Reliant Arena                              |
| 16 de abril de 2007 | San Antonio      | Texas              | EUA  | AT&T Center                                |
| 18 de abril de 2007 | Pensacola        | Florida            | EUA  | Pensacola Civic Center                     |
| 19 de abril de 2007 | Tampa            | Florida            | EUA  | St. Pete Times Forum                       |
| 22 de abril de 2007 | Fort Lauderdale  | Florida            | EUA  | Bank Atlantic Center                       |
| 24 de abril de 2007 | Atlanta          | Georgia            | EUA  | Gwinnet Center                             |
| 25 de abril de 2007 | Nashville        | Tennessee          | EUA  | Nashville Municipal Auditorium             |
| 26 de abril de 2007 | Charlotte        | Carolina del Norte | EUA  | Cricket Arena                              |
| 27 de abril de 2007 | Washington D. C. | Washington D. C.   | EUA  | Merriweather Post Pavilion                 |
| 28 de abril de 2007 | Williamsburg     | Virginia           | EUA  | Kaplan Arena                               |
| 29 de abril de 2007 | State College    | Pensilvania        | EUA  | Bryce Jordan Center - cancelado            |
| 1 de mayo de 2007   | Columbus         | Ohio               | EUA  | Nationwide Arena - cancelado               |
| 2 de mayo de 2007   | Pittsburgh       | Pensilvania        | EUA  | Peterson Events Center - cancelado         |
| 3 de mayo de 2007   | Glens Falls      | Nueva York         | EUA  | Glens Falls Civic Center - cancelado       |
| 4 de mayo de 2007   | Reading          | Pensilvania        | EUA  | Sovereign Center - cancelado               |
| 6 de mayo de 2007   | Portland         | Maine              | EUA  | Cumberland County Civic Center - cancelado |
| 8 de mayo de 2007   | Worcester        | Massachusetts      | EUA  | DCU Center                                 |
| 9 de mayo de 2007   | Montreal         | Quebec             | CAN  | Centre Bell                                |
| 10 de mayo de 2007  | Ottawa           | Ontario            | CAN  | Scotiabank Place                           |
| 11 de mayo de 2007  | Toronto          | Ontario            | CAN  | Air Canada Centre                          |
| 12 de mayo de 2007  | London           | Ontario            | CAN  | John Labatt Centre                         |
| 15 de mayo de 2007  | Winnipeg         | Manitoba           | CAN  | MTS Centre                                 |
| 16 de mayo de 2007  | Saskatoon        | Saskatchewan       | CAN  | Credit Union Centre                        |
| 18 de mayo de 2007  | Calgary          | Alberta            | CAN  | Pengrowth Saddledome                       |
| 20 de mayo de 2007  | Vancouver        | Columbia Británica | CAN  | Thunderbird Stadium                        |
| 21 de mayo de 2007  | Seattle          | Washington         | EUA  | WaMu Theatre                               |
| 22 de mayo de 2007  | Portland         | Oregón             | EUA  | Memorial Coliseum                          |

La banda también tocó en el EdgeFest de Dallas (Texas) el 15 de abril, en The Bamboozle de Nueva Jersey el 5 de mayo, en el Universal's Grad Bash de Orlando (Florida) el 20-21 de abril, y en el Virgin Festival de Vancouver (British Columbia) el 20 de mayo, pero estos son shows especiales, excluidos de la gira; en ninguno de estos shows se presentaron como The Black Parade, salvo en The Bamboozle.
Los shows desde el 29 de abril hasta el 6 de mayo fueron suspendidos ya que la banda contrajo salmonelosis. Muchos fanes trataron de demandar al restaurante en donde la banda contrajo la enfermedad.
Al parecer el tour había terminado, ya que después de esto la banda se integró al Projekt Revolution, pero al terminar este, la banda volvió para dar conciertos en tres mangas más, y terminaron un año después.

### Cuarta etapa: Europa (II) y Japón
| Fecha               | Ciudad           | País            | Recinto o evento          |
| Japón               | Japón            | Japón           | Japón                     |
| ------------------- | ---------------- | --------------- | ------------------------- |
| 29 de mayo de 2007  | Tokio            | Japón           | Nippon Budokan Hall       |
| Europa              |                  |                 |                           |
| 1 de junio de 2007  | Nurburgo         | Alemania        | Nürburgring               |
| 2 de junio de 2007  | Núremberg        | Alemania        | Frankenstadion            |
| 3 de junio de 2007  | Praga            | República Checa | T-Mobile Arena            |
| 5 de junio de 2007  | Ámsterdam        | Países Bajos    | Heineken Music Hall       |
| 8 de junio de 2007  | Castle Donington | Inglaterra (RU) | Download Festival         |
| 11 de junio de 2007 | San Petersburgo  | Rusia           | Palacio de Hielo          |
| 13 de junio de 2007 | Moscú            | Rusia           | Estadio Olímpico Luzhniki |
| 15 de junio de 2007 | Venecia          | Italia          | Heineken Jammin' Festival |
| 16 de junio de 2007 | Nickelsdorf      | Austria         | Nova Rock Festival        |
| 17 de junio de 2007 | Londres          | Inglaterra (RU) | Estadio de Wembley        |
| 19 de junio de 2007 | París            | Francia         | Le Zénith                 |
| 20 de junio de 2007 | Burdeos          | Francia         | Le Krakatoa               |
| 22 de junio de 2007 | Bilbao           | España          | Bilbao BBK Live           |
| 23 de junio de 2007 | Madrid           | España          | MetroRock                 |
| 24 de junio de 2007 | Lisboa           | Portugal        | Coliseu dos Recreios      |
| 26 de junio de 2007 | Barcelona        | España          | Razzmatazz                |
| 28 de junio de 2007 | Werchter         | Bélgica         | Festival Rock Werchter    |
| 30 de junio de 2007 | Arendal          | Noruega         | Hove Festival             |
| 1 de julio de 2007  | Gotemburgo       | Suecia          | Festival Pier Pressure    |
| 3 de julio de 2007  | Helsinki         | Finlandia       | Helsingin Jäähalli        |
| 4 de julio de 2007  | Dresde           | Alemania        | Ostragehege               |
| 6 de julio de 2007  | Roskilde         | Dinamarca       | Festival de Roskilde      |
| 7 de julio de 2007  | Kinross          | Escocia (RU)    | T in the Park             |
| 8 de julio de 2007  | County Kildare   | Irlanda         | Festival Oxegen           |

### Quinta etapa: México
| Fecha                | Ciudad           | País   | Recinto                 |
| -------------------- | ---------------- | ------ | ----------------------- |
| 4 de octubre de 2007 | Monterrey        | México | Auditorio Coca-Cola     |
| 7 de octubre de 2007 | Ciudad de México | México | Palacio de los Deportes |

1. ↑  La primera parte del concierto de Ciudad de México fue incluida en el videoálbum The Black Parade is dead!, junto con una presentación especial dada el 24 de octubre de 2007, excluida de esta lista. 
La segunda parte de aquel concierto se publicó en el videoálbum ¡Venganza!

### Sexta etapa: Europa (III)
| Fecha                   | Ciudad     | País              |            | Evento \| recinto        |
| ----------------------- | ---------- | ----------------- | ---------- | ------------------------ |
| 30 de octubre de 2007   | Bratislava | Eslovaquia        | Eslovaquia | ŠH Pasienky              |
| 2 de noviembre de 2007  | Viena      | Austria           | Austria    | Wiener Stadthalle        |
| 3 de noviembre de 2007  | Milán      | Italia            | Italia     | Palasharp                |
| 4 de noviembre de 2007  | Zúrich     | Suiza             | Suiza      | X-Tra Club               |
| 6 de noviembre de 2007  | Bruselas   | Bélgica           | Bélgica    | Les Halles de Schaerbeek |
| 7 de noviembre de 2007  | Luxemburgo | Luxemburgo        | Luxemburgo | Den Atelier              |
| 8 de noviembre de 2007  | Düsseldorf | Alemania          | Alemania   | Phillipshalle            |
| 11 de noviembre de 2007 | Newcastle  | Inglaterra        | RU         | Metro Radio Arena        |
| 12 de noviembre de 2007 | Aberdeen   | Escocia           | RU         | AECC                     |
| 13 de noviembre de 2007 | Sheffield  | Inglaterra        | RU         | Hallam FM Arena          |
| 15 de noviembre de 2007 | Londres    | Inglaterra        | RU         | The O2 Arena             |
| 17 de noviembre de 2007 | Belfast    | Irlanda del Norte | RU         | Kings Hall               |

### Séptima etapa: Oceanía y Sudeste Asiático
| Fecha                   | Ciudad           | País           | Recinto                   |
| ----------------------- | ---------------- | -------------- | ------------------------- |
| 28 de noviembre de 2007 | Brisbane         | Australia      | Centro de Entretenimiento |
| 30 de noviembre de 2007 | Sídney           | Australia      | Centro de Entretenimiento |
| 1 de diciembre de 2007  | Melbourne        | Australia      | Rod Laver Arena           |
| 3 de diciembre de 2007  | Adelaida         | Australia      | Centro de Entretenimiento |
| 6 de diciembre de 2007  | Auckland         | Nueva Zelanda  | Vector Arena              |
| 9 de diciembre de 2007  | Kuala Lumpur     | Malasia        | Estadio Merdeka           |
| 11 de diciembre de 2007 | Singapur         | Singapur       | The Max Pavilion          |
| 14 de diciembre de 2007 | Honolulu (Hawái) | Estados Unidos | Braisdell Arena           |

### Octava etapa: Asia
| Fecha               | Ciudad             | País          | Recinto                    |
| ------------------- | ------------------ | ------------- | -------------------------- |
| 20 de enero de 2008 | Ciudad Ho Chi Minh | Vietnam       | QK7 Stadium                |
| 22 de enero de 2008 | Seúl               | Corea del Sur | Arena de Gimnasia Olímpica |
| 25 de enero de 2008 | Manila             | Filipinas     | Fort Bonifacio Open Field  |
| 27 de enero de 2008 | Taipéi             | Taiwán        | NTU Arena                  |
| 29 de enero de 2008 | Hong Kong          | China         | AsiaWorld-Expo             |
| 31 de enero de 2008 | Yakarta            | Indonesia     | Jakarta Convention Center  |

### Novena etapa: Sudamérica
| Fecha                 | Ciudad            | País      | Recinto              | Espec.~     | Capac.      |
| --------------------- | ----------------- | --------- | -------------------- | ----------- | ----------- |
| 12 de febrero de 2008 | Bogotá            | Colombia  | Parque Simón Bolívar | –cancelado– | –cancelado– |
| 15 de febrero de 2008 | Río de Janeiro    | Brasil    | Vivo Rio             | 2000        | 4000        |
| 17 de febrero de 2008 | Curitiba          | Brasil    | Hellooch             | ?           | 2500        |
| 18 de febrero de 2008 | São Paulo         | Brasil    | Via Funchal          | 6000        | 6000        |
| 19 de febrero de 2008 | São Paulo         | Brasil    | Via Funchal          | ?           | 6000        |
| 22 de febrero de 2008 | Buenos Aires      | Argentina | Estadio de Ferro     | 5000        | 30000       |
| 24 de febrero de 2008 | Santiago de Chile | Chile     | Arena Santiago       | 11000       | 14000       |
| 27 de febrero de 2008 | Caracas           | Venezuela | Poliedro de Caracas  | 8000        | 20000       |

En los conciertos en Sudamérica no hubo fuegos artificiales, cascadas de chispas ni máquinas de fuego; sin embargo, se tocó una mezcla de canciones de sus tres CD que innovó con canciones como «My way home is through you», «Kill all your friends» y «Desert song». Salvo en Brasil, no se tocaron ninguna de sus dos nuevas canciones («Someone out there loves you» y «The world is ugly»). Según la productora Lotus, el grupo consideró el concierto en Chile como «el mejor de toda la gira, junto con el de Hawái».

### Décima etapa: Estados Unidos (III) y México
| Fecha               | Ciudad           | Estado           | País | Evento \| recinto                         |
| ------------------- | ---------------- | ---------------- | ---- | ----------------------------------------- |
| 28 de marzo de 2008 | Tempe            | Arizona          | EUA  | Tempe Music Festival                      |
| 29 de marzo de 2008 | Tucson           | Arizona          | EUA  | Rialto Theatre                            |
| 30 de marzo de 2008 | Las Vegas        | Nevada           | EUA  | The Joint                                 |
| 31 de marzo de 2008 | Las Vegas        | Nevada           | EUA  | The Joint                                 |
| 2 de abril de 2008  | San José         | California       | EUA  | San Jose Civic Center                     |
| 3 de abril de 2008  | San Francisco    | California       | EUA  | Warfield                                  |
| 4 de abril de 2008  | San Francisco    | California       | EUA  | Warfield                                  |
| 6 de abril de 2008  | Irvine           | California       | EUA  | Bamboozle                                 |
| 8 de abril de 2008  | Portland         | Oregón           | EUA  | Crystal Ballroom                          |
| 9 de abril de 2008  | Portland         | Oregón           | EUA  | Crystal Ballroom                          |
| 11 de abril de 2008 | Magna            | Utah             | EUA  | The Great Salt Air Theatre                |
| 12 de abril de 2008 | Ciudad de México | Ciudad de México | MEX  | Zero Fest \| Autódromo Hermanos Rodríguez |
| 14 de abril de 2008 | Denver           | Colorado         | EUA  | The Fillmore                              |
| 15 de abril de 2008 | Kansas City      | Kansas           | EUA  | Memorial Hall                             |
| 17 de abril de 2008 | Chicago          | Illinois         | EUA  | Congress Theatre                          |
| 18 de abril de 2008 | Chicago          | Illinois         | EUA  | Congress Theatre                          |
| 19 de abril de 2008 | Detroit          | Míchigan         | EUA  | The Fillmore                              |
| 20 de abril de 2008 | Detroit          | Míchigan         | EUA  | The Fillmore                              |
| 22 de abril de 2008 | Cleveland        | Ohio             | EUA  | The Agora Theatre                         |
| 24 de abril de 2008 | Nueva Orleans    | Luisiana         | EUA  | House of Blues New Orleans                |
| 25 de abril de 2008 | Baton Rouge      | Luisiana         | EUA  | X-Fest                                    |
| 26 de abril de 2008 | The Woodlands    | Texas            | EUA  | Buzzfest                                  |
| 27 de abril de 2008 | Frisco           | Texas            | EUA  | Edgefest \| Pizza Hut Park                |
| 28 de abril de 2008 | Austin           | Texas            | EUA  | Stubb's Amphitheatre                      |
| 30 de abril de 2008 | Birmingham       | Alabama          | EUA  | Sloss Furnace                             |
| 2 de mayo de 2008   | Memphis          | Tennessee        | EUA  | Beale Street Festival                     |
| 3 de mayo de 2008   | San Luis         | Misuri           | EUA  | The Pagaent                               |
| 4 de mayo de 2008   | Columbus         | Ohio             | EUA  | Lifestyle Communities Pavillion           |
| 6 de mayo de 2008   | Filadelfia       | Pensilvania      | EUA  | Electric Factory                          |
| 7 de mayo de 2008   | Filadelfia       | Pensilvania      | EUA  | Electric Factory                          |
| 9 de mayo de 2008   | Nueva York       | Nueva York       | EUA  | Madison Square Garden                     |